# Gothic Kabbalah
Albums de Therion
Celebrators of Becoming
(2006) Live Gothic
(2008)
Gothic Kabbalah est le treizième album du groupe suédois de death metal symphonique Therion, publié le 12 janvier 2007 par Nuclear Blast. C'est un double album.

## Liste des chansons
| 1. | Der Mitternachtslöwe      | 5:38 |
| 2. | Gothic Kabbalah           | 4:33 |
| 3. | The Perennial Sophia      | 4:54 |
| 4. | Wisdom and the Cage       | 5:01 |
| 5. | Son of the Staves of Time | 4:47 |
| 6. | Tuna 1613                 | 4:23 |
| 7. | Trul                      | 5:11 |
| 8. | Close Up the Streams      | 3:55 |

| 1. | The Wand of Abaris                 | 5:51  |
| 2. | Three Treasures                    | 5:20  |
| 3. | Path to Arcady                     | 3:54  |
| 4. | TOF – The Trinity                  | 6:18  |
| 5. | Chain of Minerva                   | 5:21  |
| 6. | The Falling Stone                  | 4:46  |
| 7. | Adulruna Rediviva                  | 13:37 |
| 8. | Seven Secrets Of The Sphinx (live) | 3:48  |
| 9. | To Mega Therion (live)             | 6:45  |